# Chaetocraniopsis similis
Chaetocraniopsis similis là một loài ruồi trong họ Tachinidae.